# الحياض (معان)
الحياض منطقة سكنية تقع في لواء قصبة معان، محافظة معان في الأردن. تنتمي المنطقة لقضاء المريغة الذي يضم 11 منطقة. يقدر عدد سكانها بـ 194 نسمة حسب إحصاء 2015.

## الوصلات الخارجية
- دائرة الاحصاءات العامة